# Beauregard-de-Terrasson
Beauregard-de-Terrasson is een gemeente in het Franse departement Dordogne (regio Nouvelle-Aquitaine) en telt 654 inwoners (1999). De plaats maakt deel uit van het arrondissement Sarlat-la-Canéda.

## Geografie
De oppervlakte van Beauregard-de-Terrasson bedraagt 8,0 km², de bevolkingsdichtheid is 81,8 inwoners per km².
De onderstaande kaart toont de ligging van Beauregard-de-Terrasson met de belangrijkste infrastructuur en aangrenzende gemeenten.

## Demografie
Onderstaande figuur toont het verloop van het inwonertal (bron: INSEE-tellingen).